# 日・GCC（湾岸協力理事会）経済連携協定
日・GCC（湾岸協力理事会）経済連携協定（にち・ジーシーシー（わんがんきょうりょくりじかい）けいざいれんけいきょうてい）とは、日本と湾岸協力会議(GCC)の加盟国であるアラブ首長国連邦、バーレーン、クウェート、オマーン、カタール、サウジアラビアとの間で交渉が行われている経済連携協定(EPA)である。2009年から交渉が中断していたが2024年に交渉が再開された。

## 推移
2006年4月6日、日本の小泉純一郎総理大臣とサウジアラビアのスルターン・ビン・アブドゥルアズィーズ王太子が会談後に発表した共同声明において、GCC加盟諸国全体との間で物品とサービス貿易の分野を対象とした交渉を開始することを歓迎する旨を言及。日本はGCCとのFTA交渉入りを正式に発表した。
2006年5月20日から21日までサウジアラビアの首都リヤドにおいて事前会合が行われた。
2006年9月21日から22日まで東京において第1回正式交渉（首席交渉官級）が行われ、2007年1月21-22日にリヤドで第2回目が行われた。このほか2006年から2009年にかけて非公式の中間会合（共同議長級）がリヤドと東京で合計4回行われている。
2009年以降、GCC側がFTA政策の先般的見直しを開始したため交渉が延期となった。
2023年7月16日、日本の岸田文雄総理大臣とジャーセム・アル・ブダイウィGCC事務総長との会談において、2009年以来交渉が中断している日・GCC自由貿易協定（FTA）交渉を2024年中に再開すること、及びそれに向けた事前協議を開始することで一致し、在サウジアラビア日本大使と湾岸協力会議首席交渉官との間の共同声明が発出された。
2024年12月10日から12日までリヤドにおいて交渉再開後の第1回会合が開催された。
上記のように、交渉開始から日・GCC自由貿易協定の名称であったが、交渉再開時に説明なしに日・GCC（湾岸協力理事会）経済連携協定に変更されている。
2025年6月30日から7月3日まで東京において交渉再開後の第2回会合が開催された。